# Cerbère (héraldique)
Pour les articles homonymes, voir Cerbère (homonymie).
 (septembre 2024).

Un exemple de cerbère en héraldique

Le cerbère (nom commun) est une figure héraldique imaginaire assez conforme à son modèle mythologique : chien tricéphale à gueules béantes. Quand ils figurent, les serpents constituent plutôt sa chevelure.
La commune française de Cerbère dans les Pyrénées-Orientales a un blason écartelé, au 3e d'azur au cerbère tricéphale d'or, à queue de serpent. 

Blason de Cerbère.